# Bedretto
Bedretto is een gemeente in het Zwitserse kanton Ticino.
Tot de gemeente behoren naast het hoofddorp Bedretto ook de gehuchten All'Acqua, Ossasco, Ronco en Villa. Het territorium van de gemeente neemt bijna het gehele Valle Bedretto in beslag, dit is het hoogste deel van de vallei die door de rivier de Ticino is uitgesleten.
Het dal is erg geliefd bij bergwandelaars, mede dankzij de gemarkeerde wandelweg Strada Alta Bedretto. De historische bergpassen San Giacomo en Gries op de grens met Italië zijn twee andere populaire wandelbestemmingen. De gemeente wordt doorsneden door de weg die naar de 2480 meter hoge Nufenenpas (Italiaans: Passo Novena) leidt. Op deze bergpas ligt de grens tussen de Zwitserse kantons Ticino en Wallis. 's Winters is de weg na All'Acqua afgesloten vanwege de zware sneeuwval. Bij dit dorpje ligt de skipiste Cioss-Prato waar in dat seizoen op beperkte schaal geskied en gelanglaufd kan worden.

## Afbeeldingen

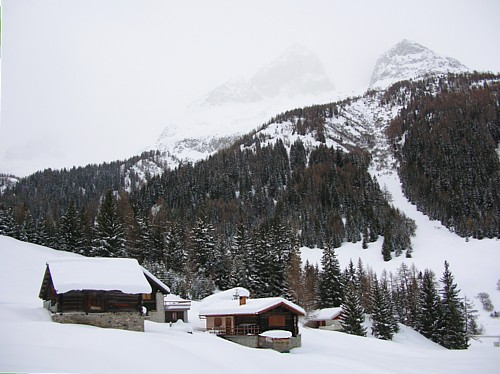
Valle Bedretto in de winter
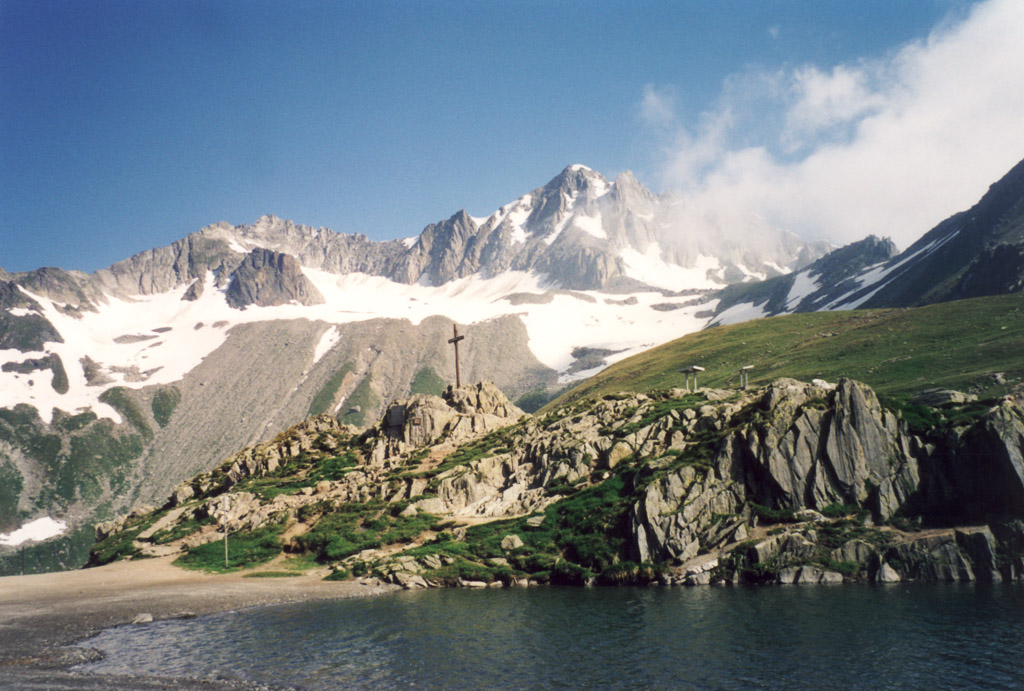
Nufenenpas